# Anizocorie
Anizocoria este o condiție caracterizată printr-o mărime inegală a pupilelor, și este prezentă la 20% din populație în mod fiziologic, fiind astfel o condiție comună. Este definită ca o diferență de 0,4 mm sau mai mare între mărimea pupilelor (la anizocoria fiziologică, diferența este de obicei mai mică de 1 mm).

## Cauze
Una dintre cauze poate fi sindromul Horner.
Agenții farmacologici care produc anizocorie sunt pilocarpina, cocaina, tropicamida, dextrometorfanul și ergolinele. Alcaloizii prezenți în plantele din genurile Brugmansia și Datura, precum scopolamina, pot să producă anizocorie.